# Shirley Booth
Shirley Booth (30 de agosto de 1898 - 16 de outubro de 1992) foi uma atriz norte-americana. Ela alcançou a Tríplice Coroa de Atuação ao ganhar um Oscar, dois prêmios Emmy e três prêmios Tony.
Booth começou sua carreira na Broadway em 1925. Seu papel mais conhecido foi como Lola Delaney, em Come Back, Little Sheba, pelo qual ela recebeu seu primeiro prêmio Tony em 1950 (ela viria a ganhar mais dois). Ela fez sua estreia no cinema, reprisando o papel na versão cinematográfica de 1952, pelo qual ganhou o Oscar de melhor atriz e um Globo de Ouro. Apesar disso, a atriz focou sua carreira no teatro e fez apenas mais quatro filmes.
Na televisão, Booth desempenhou de 1961 a 1966 o papel-título no sitcom Hazel, a Empregada Maluca, pelo qual ganhou dois Emmys de melhor atriz em série de comédia. Mais tarde, participou do telefilme The Glass Menagerie de 1966. Seu último papel foi dar a voz da Mamãe Noel no especial de Natal The Year Without a Santa Claus de 1974.

## Biografia
Shirley Booth começou sua carreira no palco ainda na adolescência e foi rapidamente conhecida como Thelma Booth. Sua estreia na Broadway se deu na peça Hells Bell’s ao lado de Humphrey Bogart em 26 de janeiro de 1926.
Booth primeiro atraiu atenção como a protagonista da comédia de sucesso Três Homens em um cavalo que foi encenada durante quase dois anos de 1935 até 1937. Durante os anos 1930 e 1940, ela alcançou popularidade em dramas, comédias e, depois, musicais. Ela ainda atuou com Katharine Hepburn em The Philadelphia Story (1939), originando o papel de Ruth Sherwood na produção da Broadway de 1940.
Booth recebeu seu primeiro Tony award de melhor atriz coadjuvante (Drama), por sua performance como Grace Woods em Goodbye, My Fancy (1948). Seu segundo Tony, desta vez como melhor atriz em peça dramática, ela recebeu por seu desempenho amplamente aclamado como a mulher atormentada, mas dedicada, "Lola Delaney", no drama pungente A Cruz da Minha Vida (1950). Seu parceiro em cena, Burt Lancaster, recebeu o Tony Award de melhor ator em peça dramática por sua performance como o marido ex-alcoólatra, Doc.

## "Lola Delaney", o Auge
Ela então foi para Hollywood e recriou seu papel na versão filmada de A Cruz da Minha Vida (1952), com Burt Lancaster interpretando "Doc". Após esse filme, seu primeiro de apenas cinco filmes em sua carreira, ter sido concluído, ela retornou a Nova York e interpretou Leona Samish em The Time of the Cuckoo (O tempo do Cuco) (1952), na Broadway.
Em 1953, Booth recebeu o Oscar de melhor atriz  por sua atuação em A Cruz da Minha Vida, tornando-se a primeira atriz a vencer tanto um Tony award, quanto um Oscar pelo mesmo papel. O filme também ganhou outros prêmios de melhor atriz para Shirley Booth, entre eles: O Festival de Cannes, o Golden Globe, New York Film Critics Circle Awards, e o National Board of Review. Ela também recebeu seu terceiro Tony, que foi seu segunda na de melhor atriz em peça dramática, por sua atuação na produção da Broadway de The Time of the Cuckoo (O tempo do Cuco) (1952). Booth foi a última atriz nascida ainda no século XIX a receber o Oscar de melhor atriz, e uma das três únicas a serem premiadas (ao lado de Marie Dressler e Mary Pickford).
Ela iria passar os próximos anos viajando entre Nova York e Hollywood. Seu tempo na tela seria breve, aparecendo em apenas mais quatro filmes: Main Street com Broadway (1953) Sobre a Sr.ª Leslie (1954) Hot Spell (1958) e O Matchmaker (1958). Em 1961, estava no elenco da sitcom de televisão, Hazel, baseado em uma tira de quadrinhos popular do Saturday Evening Post sobre uma dona de casa dominadora, mas amável. Ela ganhou dois Emmy pelo seu papel e uma terceira indicação ao Emmy antes da série ser concluída, em 1966.
Booth continuou na televisão, ganhando mais uma indicação ao Emmy por sua performance como Amanda na adaptação para a televisão de The Glass Menagerie. Ela iria fazer mais duas aparições finais na Broadway em 1970 e duas aparições na televisão antes de se aposentar em 1974.
Durante sua carreira de cinco décadas, ela arrebatou dez grandes prêmios de atuação e sete indicações. Por suas contribuições para cinema, ela tem uma estrela na Hollywood Walk of Fame em 6840 Hollywood Boulevard, em Hollywood, Califórnia. Ela morreu em sua casa no Norte de Chatham, Massachusetts após uma breve doença.

## Filmografia
- The Matchmaker (1958)
- Hot Spell (1958)
- About Mrs. Leslie (1954)
- A Cruz da Minha Vida (1952)